# 小行星5845
小行星5845（英語：5845）是一颗围绕太阳公转的小行星。1988年8月19日，罗伯特·H·麦克诺特在赛丁泉山发现了此天体。
这颗小行星的绝对星等为203.456681527859等。